# Cylindroiulus siculus
Cylindroiulus siculus är en mångfotingart som först beskrevs av Filippo Silvestri 1897.  Cylindroiulus siculus ingår i släktet Cylindroiulus och familjen kejsardubbelfotingar. Inga underarter finns listade i Catalogue of Life.